# Michael Sistig
Michael Sistig (* 12. Oktober 1982 in Bonn) ist ein deutscher Maler, Grafiker und Bildhauer.

## Werdegang
Michael Sistig studierte von 2003 bis 2008 an der Kunstakademie in Düsseldorf zuerst bei Albert Oehlen, ab 2005 bei Peter Doig und an der Royal Academy Schools of Arts in London (2008–2009).
Von 2018 bis 2021 war Sistig künstlerischer Leiter im Bereich der bildenden Kunst beim Kollektiv freeters, welches er auch mitbegründet hat. Er ist Mitorganisator und mitwirkender Künstler an nationalen und internationalen Ausstellungen und Kunstaktionen der „Bewegung“ „Freeters mit Freeters“, „Freeters&Friends“ und internationalen Kooperationen (u. a. ESMoA) unter dem Begriff „Cloud Chamber“ und „Artistic Intelligence“.
Sistig lebt und arbeitet in Köln und Bonn.

## Ausstellungen (Auswahl)
- 2005: Kunstverein Malkasten, Düsseldorf
- 2006: Man’s End?, Raum für Kunst und Musik, Köln
- 2007: Sturm und Drang, Galerie E105, Bonn
- 2007: Archäologien, Oechsner Galerie, Nürnberg
- 2008: Klasse Doig, Zeche Zollverein, Essen
- 2008: Licht und Irrlicht, Oechsner Galerie, Nürnberg[1]
- 2009: Beyond the surface, Artlab21, Los Angeles
- 2009: Ballonmann/Kopfgänger, E105, Bonn
- 2010: Worship, Artlab21, Los Angeles
- 2010: One on One, Kokerei Hansa, Dortmund
- 2010: Young German Art, Aki Gallery, Taipeh
- 2010: Veranda am Haus zum Hades, E105, Berlin
- 2011: Michael Sistig, Firestation El Segundo, Artlab21, Los Angeles
- 2011: Young German Art, Aki Gallery, Taipeh
- 2012: Von Sinnen, Kunsthalle zu Kiel, Kiel
- 2012: Michael Sistig / Roland Persson, E105, Berlin
- 2012: Pentaton, Kokerei Hansa, Dortmund
- 2013: Anti-Ark Installation, El Segundo Beach, Los Angeles
- 2013: Desire, El Segundo Museum of Art, Los Angeles
- 2013: Young German Art, Aki Gallery, Taipeh
- 2014: M-Theorie, Kunstverein Fuhrwerkswaage und Kunstverein Kirschenpflücker, Köln
- 2014: Silence, El Segundo Museum of Art, Los Angeles
- 2015: Mimacrocosmic, Aki Gallery, Taipeh
- 2015: Materie-Antimaterie, Daab Salon, Köln
- 2015: Gesänge der Gottesteilchen, Richard-Haizmann-Museum für moderne Kunst, Nordfriesland
- 2016: Matter, El Segundo Museum of Art, Los Angeles
- 2017: The Grand Design, Kunstverein Sundern-Sauerland
- 2018: Cloud Chamber, Aki Gallery, Taipeh
- 2019: Europe calling, Aki Gallery, Taipeh
- 2019: Cloud Chamber, Freeters Showroom, Bonn
- 2020: Stardust, El Segundo Museum of Art, Los Angeles
- 2021: Escaping Flatland, Aki Gallery Prospect, Spinnerei Leipzig[2]

## Stipendien
- 2010: Reisestipendium Kalifornien, Artlab21 Fundation, Berlin und Los Angeles
- 2013: Stipendium an der Physikalisch technischen Bundesanstalt, Braunschweig
- 2013: Artist in Residence, El Segundo Museum of Art, Los Angeles[3]

## Veröffentlichungen
- 2011: Rising – young artists to keep an aye on!, Daab Verlag, Köln[4]
- 2012: Pentaton, Artlab 21 Press, Berlin[5]
- 2012: Von Sinnen – Wahrnehmung in der zeitgenössischen Kunst, Kerber Verlag, Berlin[6]
- 2012: Michael Sistig, Elementarbrechung, Kerber Verlag, Berlin[7]
- 2014: M–Theorie, Kunstraum Fuhrwerkswaage und Kunstverein Kirschenpflücker, Köln
- 2017: Intensiv Care Unit, Distanz Verlag, Berlin[8]
- 2022: HELP! Artistic Intelligence, DCV Verlag, Berlin[9]

## Art is a State of Mind
Die sechsteilige Doku-Serie Art is a State of Mind von Aljoscha Pause aus dem Jahr 2022, für die Michael Sistig auch das Covermotiv erstellte, widmet sich in mehreren Episoden dem Künstler, in der sechsten Episode der Künstlergruppe freeters.